# Даніеле Луппі
Даніеле Луппі (італ. Daniele Luppi; нар. 1972, Рим, Італія) — італійський композитор, музикант, аранжувальник та продюсер.

## Життєпис
Даніеле Луппі народився та виріс у Римі, Італія. Отримав класичну музичну освіту, навчався грі на фортепіано. Нині мешкає в Лос-Анджелесі, штат Каліфорнія. 
Він більш відомий своїми музичними творами для кінематографу. 
Також брав участь у записі альбомів «Broken Bells» (2010) та «After the Disco» (2014) гурту «Broken Bells», альбому «St. Elsewhere» Gnarls Barkley у 2006 та альбому «The Getaway» гурту «Red Hot Chili Peppers» у 2016 році.

## Доробок
Дискографія
- «An Italian Story» (2004)
- «Malos Hábitos» (2010)[4]
- «Rome» (2011) — спільно з Danger Mouse (UK Singles Chart: № 20)
- «Milano» (2017) — спільно з «Parquet Courts»

Кінематограф
- «Пекельна поїздка» (2008)
- «Убивство шкільного президента» (2008)
- «Чарівне місто» (2012)
- «Марко Поло» (2014)
- «Мона Ліза і кривавий місяць» (2021)